# Eloy (gruppo musicale)
Gli Eloy sono un gruppo musicale di rock progressivo tedesco, fondato agli inizi degli anni settanta da Frank Bornemann e tuttora in attività (seppure in modo discontinuo). Sono stati uno dei gruppi progressive tedeschi di maggior successo, raggiungendo l'apice della popolarità nella seconda metà degli anni Settanta con album come Dawn e soprattutto il blasonato Ocean. La loro produzione è atipica per la scena progressive tedesca classica, distinguendosi nettamente dal krautrock di gruppi come Kraftwerk e Tangerine Dream e avvicinandosi invece al rock psichedelico, lo space rock e il rock sinfonico dei grandi gruppi britannici come Pink Floyd, Yes, Camel e Genesis.

## Storia

### Gli inizi (1969-1975)
Il gruppo fu fondato nel 1969 dal chitarrista di Hannover Frank Bornemann, che nel corso degli anni è anche stato l'unico membro del gruppo ad apparire in ogni formazione. Bornemann stesso scelse il nome "Eloy", ispirandosi al popolo degli Eloi del romanzo La macchina del tempo di H. G. Wells:
(Frank Bornemann)
La prima formazione del gruppo includeva il cantante e pianista Erich Schriever, il chitarrista Manfred Wieczorke, il bassista Wolfgang Stöcker e il batterista Helmut Draht. Grazie alla vittoria in un concorso locale, nel 1970 ebbero la possibilità di incidere un singolo, con i brani Walk Alone e Darybreak. Nello stesso anno, il gruppo ottenne un contratto con la Philips e si trasferì ad Amburgo per incidere un disco con l'assistenza del tecnico del suono Conny Plank (che aveva lavorato anche con Kraftwerk e Scorpions). Il risultante album eponimo Eloy, pur caratterizzato già da elementi progressive e hard rock (associati a testi su temi sociopolitici), non rappresenta ancora pienamente l'assetto compositivo e strumentale che avrebbe preso corpo nei lavori successivi.
L'abbandono di Draht in seguito a un incidente stradale, insieme alla defezione di Schriever, causarono un completo cambiamento di line-up, con l'ingresso del nuovo batterista Fritz Randow e Bornemann e Wieczorke che, pur mantenendo anche il ruolo di chitarristi, sostituivano Schriever rispettivamente alla voce e alle tastiere. I nuovi ruoli di Bornemann e Wieczorke diedero al gruppo un sound completamente nuovo; in particolare, Wieczorke (che era un ammiratore dei Pink Floyd) introdusse l'Hammond, a cui poi seguirono i moog e i sintetizzatori ARP, ingredienti fondamentali dello stile "classico" degli Eloy della metà degli anni Settanta. Questa formazione incise nel 1973 il secondo album Inside per la prestigiosa etichetta Harvest della EMI (la stessa di Pink Floyd, Deep Purple e altri). Dopo un ulteriore cambio di formazione (col bassista originale Stöcker sostituito da Luitjen Jansen), l'anno successivo il gruppo incise Floating, che riprendeva le atmosfere del precedente.
Sia Inside che Floating ebbero un discreto successo di pubblico; col lavoro successivo Power and the Passion (1975), tuttavia, la band decise per un mutamento di rotta, perdendo parte degli elementi più strettamente rock a favore di atmosfere più elettroniche e ambient. Questo lavoro vide anche l'ingresso di un altro chitarrista, Detlef Schwaar; acquisizione di breve durata perché subito dopo, a causa di dissapori col manager Jay Partridge, il gruppo finì per sciogliersi. La EMI decise comunque di mantenere vivo il nome "Eloy" e di sostenere Bornemann nel tentativo di ricreare il gruppo con una formazione completamente nuova.

### L'epoca d'oro (1976-1979)
La formazione ricostruita da Bornemann dopo la scissione del 1975 includeva Detlev Schmidtchen alle tastiere e una vigorosa sezione ritmica costituita dal batterista Jürgen Rosenthal (già negli Scorpions) e dal bassista Klaus-Peter Matziol. Questa formazione riprese il sound classico di Inside e Floating arricchendolo di nuovi elementi orchestrali e atmosfere ancora più suggestive, che si combinavano con i testi fortemente mistici scritti da Rosenthal. Lo stile complessivo del gruppo in questa fase è stato paragonato a quello di Pink Floyd, King Crimson e Yes. Nella registrazione del nuovo album Dawn venne impiegata anche una sezione di archi. Pubblicato nel 1976, Dawn ebbe un successo commerciale molto superiore ai precedenti lavori ed è talvolta identificato con l'inizio dell'epoca d'oro del gruppo. Il successivo Ocean (1977), un concept album sul mito di Atlantide, consacrò definitivamente il successo degli Eloy, che scalarono le classifiche di vendita tedesche superando anche gruppi come Pink Floyd e Genesis. Ocean rimane tuttora non solo l'album più venduto degli Eloy, ma anche l'album progressive tedesco più venduto di tutti i tempi. Persino la copertina (disegnata da Wojtek Siudmak) è spesso indicata come un'icona dell'epoca e ha vinto numerosi premi. Sulla scorta di questo grande successo, gli Eloy pubblicarono nel 1978 un doppio album dal vivo, intitolato semplicemente Live.
Il successivo album Silent Cries and Mighty Echoes (1979) fu inciso a Colonia, in un periodo in cui nuovi conflitti stavano emergendo all'interno del gruppo. In particolare, c'erano dissapori fra Bornemann e Rosenthal sui testi (divenuti appannaggio di Rosenthal dal momento del suo ingresso nel gruppo) e sulla realizzazione del nuovo studio di registrazione. In questo periodo confuso fece il suo ingresso nel gruppo un altro chitarrista, Hannes Arkona, che partecipò ai concerti del tour di Silent Cries; poco dopo il suo ingresso, però, Schmidchen e Rosenthal abbandonarono per realizzare un proprio progetto, Ego on the Rocks.

### Il declino e il successo nel Regno Unito (1980-1984)
I membri superstiti del gruppo (Bornemann, Matziol e Arkona) scelsero di arruolare il tastierista Hannes Folberth (che aveva già suonato con Arkona) e il batterista Jim McGillivray (già negli Epitaph). Nella primavera del 1980 questa formazione cominciò a incidere nel nuovo studio, producendo l'album Colours. Rispetto ai lavori precedenti degli Eloy, Colours era più "rock" e caratterizzato da brani più brevi, un cambiamento che fu apprezzato da alcuni critici ma che risultò anche sgradito ai fan di lunga data del complesso. Per riconciliare vecchi e nuovi fan, per il lavoro successivo del gruppo Bornemann decise di recuperare in parte le atmosfere della vecchia produzione e tornare alla formula del concept album. Queste intenzioni presero forma in quello che per Bornemann avrebbe dovuto essere un album doppio, ma che, su pressione dell'etichetta discografica, venne invece pubblicato nella forma di una coppia di album, Planets (1981) e Time to Turn (1982). La registrazione di questi due lavori, che univano il vecchio e il nuovo stile degli Eloy, vide anche la partecipazione di Randow.
Planets e Time to Turn ebbero solo un modesto successo, anche a causa del generale calo di interesse del pubblico per il rock progressivo, scalzato da nuove tendenze come la new wave e il punk. I due album furono però per la prima volta distribuiti nel Regno Unito (dalla Heavy Metal Records), riscuotendovi un buon successo di pubblico e ottime recensioni da parte della critica.
Il declino era comunque evidente e un ulteriore tentativo di cambiamento di rotta con l'album Performance (1983), che ebbe però l'effetto di allontanare dal gruppo un'ulteriore parte della sua fan base storica. Ancora una volta il gruppo decise di tornare alle atmosfere del periodo classico, con l'album Metromania (1984), che consolidò l'interesse per gli Eloy nel Regno Unito, coronato dal "tutto esaurito" in due storici concerti del gruppo al leggendario Marquee Club di Londra. Durante tutto questo periodo di cambiamenti, però, nuove tensioni erano emerse nel gruppo, con diverse fazioni che avevano visioni completamente diverse sul percorso artistico da perseguire. Nello stesso 1984 il gruppo si sciolse.

### Reunion (1987-oggi)
Nel 1987, Bornemann iniziò a collaborare col tastierista Michael Gerlach a un nuovo progetto. Avvalendosi di turnisti e ospiti, Bornemann e Gerlach incisero sufficiente materiale per un album, Ra (1988), pubblicato nuovamente sotto il nome di "Eloy". Inaspettatamente, Ra ebbe un buon successo commerciale. Il duo Bornemann-Gerlach continuò a lavorare, seppure a ritmi non serrati, e quattro anni dopo fu dato alle stampe un nuovo album degli Eloy, Destination.
Nel 1993, in preparazione per il 25º anniversario della nascita degli Eloy (che sarebbe caduto nel 1994), fu realizzata una coppia di CD di brani classici, alcuni ri-incisi per l'occasione con il contributo di Matziol. I due dischi, Chronicles I e Chronicles II, furono pubblicati rispettivamente nel 1993 e nel 1994. Questo progetto stimolò la realizzazione di un nuovo album di materiale inedito, The Tides Return Forever (1994), inciso da Bornemann, Gerlach e Matziol insieme a una nuova formazione che comprendeva il batterista Bodo Schopf, il tastierista Steve Mann e le due coriste Susanne Schätzle e Tina Lux. Il 25º fu celebrato anche con un nuovo tour, il primo dal 1984, che ebbe abbastanza successo da essere replicato nel 1995.
Sulla scorta del successo ottenuto dalla "reunion" del gruppo, i nuovi Eloy misero mano all'ambizioso progetto di realizzare un sequel del loro lavoro più blasonato, Ocean. Il risultato fu Ocean 2, pubblicato nel 1998, anch'esso ricevuto con entusiasmo dai fan del gruppo e accompagnato da un tour trionfale.
Al successo di Ocean 2 seguì un lungo periodo di silenzio, interrotto nel 2003 solo dalla pubblicazione della raccolta Timeless Passages e delle versioni rimasterizzate di tutti gli album del gruppo.
Fu nuovamente in occasione di un anniversario (il 40º, nel 2009) che il gruppo tornò a dare segni di vita, con la pubblicazione del cofanetto di DVD The Legacy Box (un documentario video con registrazioni di esibizioni dal vivo e in televisione) e di un ulteriore nuovo album (a oggi l'ultimo del gruppo), Visionary.

## Discografia

### Album in studio
- 1971 - Eloy
- 1973 - Inside
- 1974 - Floating
- 1975 - Power and the Passion
- 1976 - Dawn
- 1977 - Ocean
- 1979 - Silent Cries and Mighty Echoes
- 1980 - Colours
- 1981 - Planets
- 1982 - Time to Turn
- 1983 - Performance
- 1984 - Metromania
- 1988 - Ra
- 1992 - Destination
- 1994 - The Tides Return Forever
- 1998 - Ocean 2: The Answer
- 2009 - Visionary
- 2017 - The Vision, the Sword and the Pyre - Part 1
- 2019 - The Vision, the Sword and the Pyre - Part 2
- 2023 - Echoes from the Past

### Live
- 1978 - Live
- 2014 - Reincarnation on Stage

### Raccolte
- 1991 - Rarities
- 1993 - Chronicles I
- 1994 - Chronicles II
- 1994 - The Best of Eloy Vol. 1 - The Early Days 1972-1975
- 1996 - The Best of Eloy Vol. 2 - The Prime 1976-1979
- 2003 - Timeless Passages

## Formazione

### Attuale
- Frank Bornemann – voce, chitarra (1969-1984; 1988-presente)
- Steve Mann - chitarra  (2000-2007; 2022-presente)
- Hannes Folberth – tastiera  (1979-1984; 1992-presente)
- Klaus Peter Matziol – basso (1980-1984; 1988-presente)
- Stephan Emig – batteria (2016-presente)

### Ex membri principali
- Fritz Randow – batteria (1972-1975, 1981-1984)
- Manfred Wieczorke – chitarra (1969-1974)
- Detlev Schmidtchen –  tastiera (1976-1979)
- Jürgen Rosenthal – batteria (1976-1977)
- Luitjen Jansen – basso (1973-1977; morto nel 2008)
- Holger Czukay - basso (1977-1979; morto nel 2017)
- Rosko Gee - basso (1979-1980)
- Bodo Schopf – batteria (1997-2016)
- Michael Gerlach – tastiera (1988-2022)